# Lagoa Maior
Lagoa Maior är en sjö i Brasilien.   Den ligger i kommunen Três Lagoas och delstaten Mato Grosso do Sul, i den södra delen av landet, 700 km sydväst om huvudstaden Brasília. Lagoa Maior ligger 319 meter över havet.
Omgivningarna runt Lagoa Maior är huvudsakligen savann. Runt Lagoa Maior är det ganska glesbefolkat, med 43 invånare per kvadratkilometer.